# Violet Myers
Violet Myers, född 24 februari 1997 i Los Angeles, är en amerikansk porrskådespelare. Hon har varit verksam i branschen sedan 2018, och 2022 kontrakterades hon för bolaget Vixen och deras olika produktionsstudior. Vid 2023 års AVN Awards-gala vann hon tre priser, något hon upprepade året därpå.

## Biografi

### Bakgrund
Violet Myers har turkiska och mexikanska rötter. Hon studerade två år på college, där huvudämnet klinisk psykologi var baserat på hennes mångåriga intresse för seriemördare.
Myers debuterade i sexbranschen hösten 2017, som 20-årig webbkameramodell på plattformen Chaturbate. Där presenterade hon bland annat samlagsscener inspelade tillsammans med en manlig studiekamrat från collegetiden, vilket följdes av solosessioner tre kvällar i veckan. Hennes kanal bar namnet VioletViolence, och smeknamnet "Violet" hade hon skaffat sig redan under high school-tiden. Det senare artistefternamnet "Myers" kommer från skräckfilmernas Michael Myers. Hon har även varit verksam med artistnamnet "Luna Bunny".

### Karriär
Nästföljande vår tog hon steget till att börja medverka i reguljära porrfilmsinspelningar, hos bolag som Bang Bros, Brazzers, Evil Angel, Girlsway och Team Skeet. Hennes första scen producerades för bolaget Reality Kings, efter att hon under flera månaders tid fått ägna sig åt intensiv gym-träning för att kunna gå ner i vikt och därmed kunna anpassa sig till generella branschvillkor. Under sommaren 2018 skaffade hon sig sin agent, branschveteranen Brian Berke på 101 Modeling, sedan hon genomfört kontraktsintervjun tillsammans med sin mor. Modern, som en gång köpte Violet Myers första dildo, har sedan skoltiden fungerat som stöd i hennes yrkesbeslut.
Under sin tid inom mainstreampornografi har hon profilerat sig som en kurvig datorspelsfantast och "girl next-door". Hon har medvetet marknadsfört sig som en nörd, vilket enligt henne lett till ökad popularitet från den andel av konsumenterna som själva identifierar sig på liknande sätt.
Våren 2022 skrev hon ensamkontrakt med bolaget Vixen, där bland annat den etablerade MILF-aktrisen Maitland Ward syns. Hon medverkar sedan dess i produktioner från bolagets sektioner Blacked, Tushy, Slayed och Deeper. Totalt har hon fram till början av 2024 listats för ett 220-tal produktioner som skådespelare i branschdatabasen IAFd.
I likhet med många andra porrskådespelare har hon verksamhet på Onlyfans, en videoplattform som under covid-19-pandemin och dess nedstängning av stora delar av branschen blev en stor alternativ inkomstkälla för många skådespelare. På Onlyfans har Myers noterats som en i den mest framgångsrika tiotusendelen av användarskaran.

### Profil och uppmärksamhet
Violet Myers har profilerat sig med flitigt deltagande i sociala medier, och i augusti 2022 hade hon 1,3 miljoner följare på Twitter (siffran hade fram till mars 2024 ökat till drygt 2,2 miljoner). Hon pratar om datorspel på Twitch och driver sin egen fanklubb. Hon lanserade 2019 sin Youtube-kanal, där hon återkommande pratar om sitt anime-intresse och sina besök på olika evenemang relaterade till japansk populärkultur. 2022 uppmärksammades hennes sociala aktiviteter med Urban X Awards-nomineringar som Social Media Star of the Year och Best Female OnlyFans Star, och hon vann pris i den förstnämnda kategorin.
På XVideos har hennes videor fram till mars 2024 visats en drygt miljard gånger. Motsvarande siffra hos konkurrenten Pornhub samma månad knappt 600 miljoner, något som då placerade henne på elfte plats bland populära skådespelare på plattformen.

## Utmärkelser (urval)
AVN Awards
- 2023 – Best Foursome/Orgy Scene (för High Gear – Blacked Raw V56; tillsammans med minst 16 andra skådespelare[11])
- 2023 – Hottest Boy/Girl Creator Collab (tillsammans med Alex Mack[11])
- 2023 – Hottest Solo Creator Content[11]
- 2024 – Best Boy/Girl Sex Scene (för She Ruined Me; tillsammans med Chris Diamond)[12]
- 2024 – Fan-priser: Favorite Female Porn Star och Hottest All-Girl Creator Collab (tillsammans med Angela White)[12]

XBiz Awards
- 2023 – Best Sex Scene – Vignette (för Blacked Raw V56[21])